# University of East London

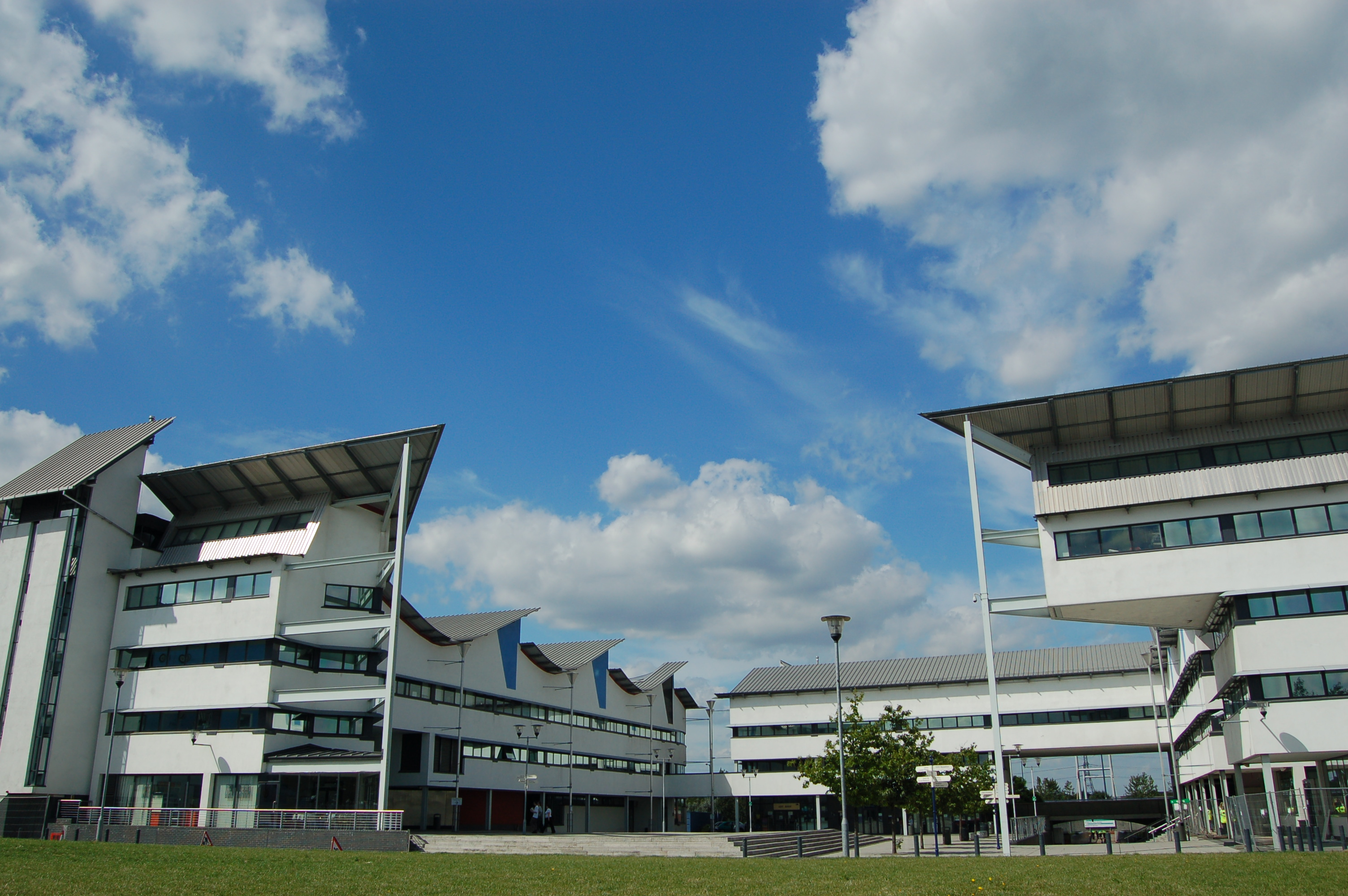
Campus der Universität von East London

Die Universität von East London (UEL) ist eine staatliche Universität in London.

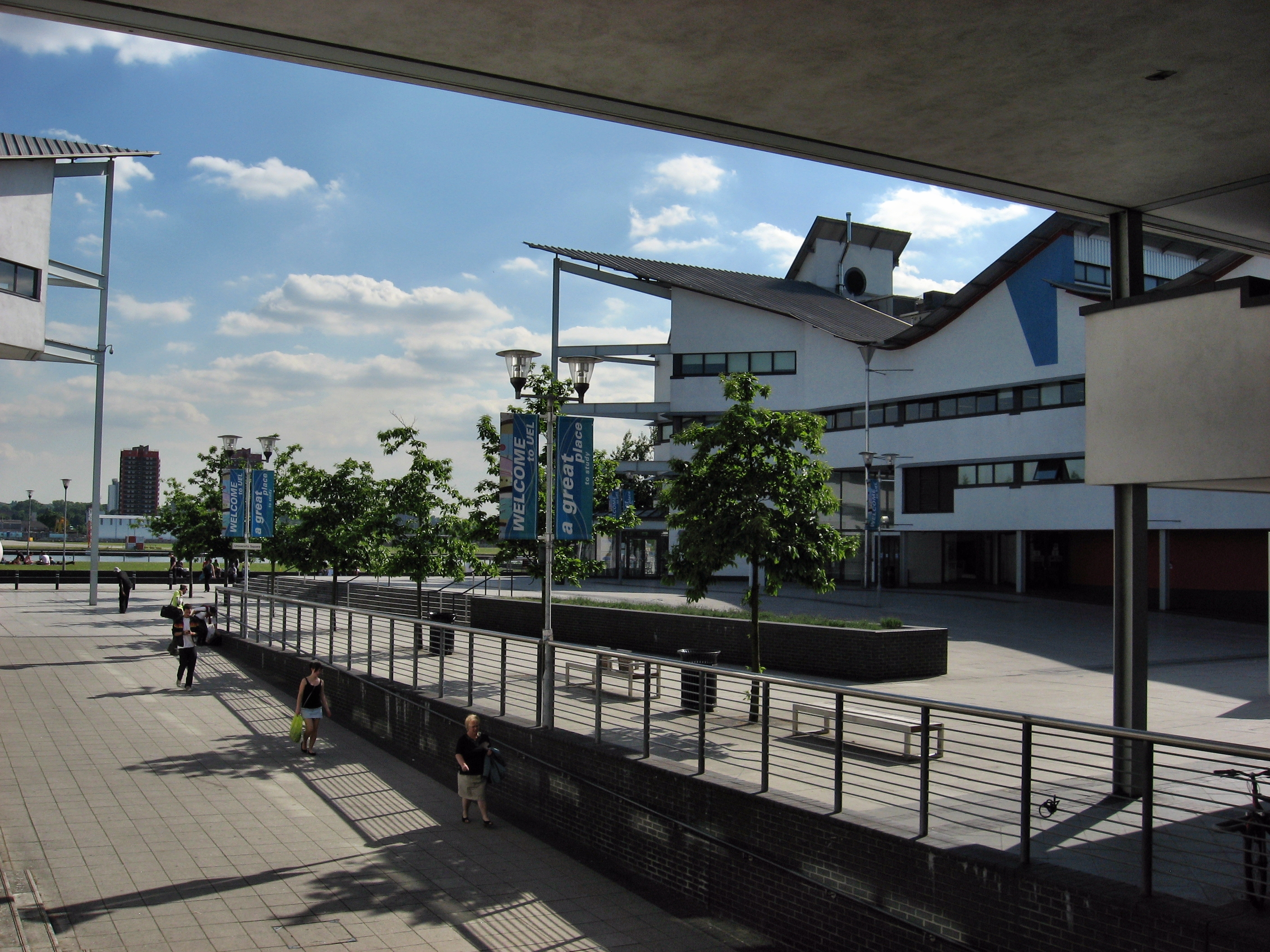
University Square, Docklands Campus

Die Einrichtungen befinden sich in den Stadtteilen Stratford und in den Docklands direkt am Royal Albert Dock. Die Universität gilt als modern und hat viele internationale Kooperationen.

## Historisches
1970 wurde die North East London Polytechnic gegründet, später erfolgte die Umbenennung nach Polytechnic of East London. Die Universität hat den Status als solche seit 1992, nachdem technische Hochschulen durch eine Gesetzesänderung in den Rang einer Universität erhoben wurden.
Die Universität hatte auch Einrichtungen in Barking, die 2006 geschlossen wurden.

## Zahlen zu den Studierenden
Von den 15.355 Studenten des Studienjahrens 2019/2020 nannten sich 8.805 weiblich und 6.545 männlich. 2011 waren es rund 28.000 Studierende gewesen. 2014/2015 waren es 9.940 Frauen und 5.910 Männer und insgesamt 15.855 Studenten. 2019/2020 kamen 11.625 Studierende aus England, 30 aus Schottland, 65 aus Wales und 480 aus der EU. 10.270 der Studierenden strebten 2019/2020 ihren ersten Studienabschluss an, sie waren also undergraduates. 5.085 arbeiteten auf einen weiteren Abschluss hin, sie waren postgraduates.

## Kooperationen
Neben Partnerschaften für Austauschprogramme bietet die Universität gemeinsam mit dem walisischen Centre for Alternative Technology (CAT) verschiedene Masterprogramme mit Nachhaltigkeitsfokus an.